# إيفلين سيرز
إيفلين سيرز (بالإنجليزية: Evelyn Sears)‏ مواليد 9 مارس 1875 في ماساتشوستس، الولايات المتحدة - الوفاة 10 نوفمبر 1966 في ماساتشوستس، الولايات المتحدة، كانت لاعبة كرة مضرب أمريكية. كما أنها إحدى بطلات الجراند سلام.

## بطولات حققتها
- بطولة أمريكا المفتوحة للتنس

## النهائيات

### الفردي (الألقاب 1, الوصافة 1)
| الحصيلة | السنة | البطولة                   | المنافس في النهائي | النتيجة في النهائي |
| ------- | ----- | ------------------------- | ------------------ | ------------------ |
| الفوز   | 1907  | البطولة الوطنية الأمريكية | هيلين هومانز       |                    |
| الوصافة | 1908  | البطولة الوطنية الأمريكية | هيلين هومانز       | 3–6, 6–1, 3–6      |